# Diocesi di Irecê
La diocesi di Irecê (in latino Dioecesis Irecensis) è una sede della Chiesa cattolica in Brasile suffraganea dell'arcidiocesi di Feira de Santana. Nel 2021 contava 623590 battezzati su 800290 abitanti. È retta dal vescovo Antônio Ederaldo de Santana.

## Territorio
La diocesi comprende 22 comuni nella parte centrale dello stato brasiliano di Bahia: Irecê, América Dourada, Barra do Mendes, Barro Alto, Cafarnaum, Canarana, Central, Ibipeba, Ibititá, Iraquara, João Dourado, Jussara, Lapão, Lençóis, Morro do Chapéu, Mulungu do Morro, Palmeiras, Presidente Dutra, São Gabriel, Seabra, Souto Soares e Uibaí.
Sede vescovile è la città di Irecê, dove si trova la cattedrale del Buon Pastore.
Il territorio si estende su 24.065 km² ed è suddiviso in 28 parrocchie.

## Storia
La diocesi è stata eretta il 28 aprile 1979 con la bolla Qui in Beati Petri di papa Giovanni Paolo II, ricavandone il territorio dalle diocesi di Barra e di Ruy Barbosa.
Originariamente suffraganea dell'arcidiocesi di San Salvador di Bahia, il 16 gennaio 2002 è entrata a far parte della provincia ecclesiastica dell'arcidiocesi di Feira de Santana.

## Cronotassi dei vescovi
Si omettono i periodi di sede vacante non superiori ai 2 anni o non storicamente accertati.
- Homero Leite Meira † (24 settembre 1980 - 13 giugno 1983 dimesso)
- Edgar Carício de Gouvêa † (13 giugno 1983 - 2 marzo 1994 dimesso)
- João Maria Messi, O.S.M. (22 marzo 1995 - 17 novembre 1999 nominato vescovo di Barra do Piraí-Volta Redonda)
- Tommaso Cascianelli, C.P. (5 luglio 2000 - 23 settembre 2023 ritirato)
- Antônio Ederaldo de Santana, dal 23 settembre 2023

## Statistiche
La diocesi nel 2021 su una popolazione di 800290 persone contava 623590 battezzati, corrispondenti al 77,9% del totale.
| anno | popolazione | popolazione | popolazione | presbiteri | presbiteri | presbiteri | presbiteri                | diaconi | religiosi | religiosi | parrocchie |
| anno | battezzati  | totale      | %           | numero     | secolari   | regolari   | battezzati per presbitero | diaconi | uomini    | donne     | parrocchie |
| ---- | ----------- | ----------- | ----------- | ---------- | ---------- | ---------- | ------------------------- | ------- | --------- | --------- | ---------- |
| 1979 | ?           | 297628      | ?           | 8          | 3          | 5          | ?                         |         |           | 12        | 5          |
| 1990 | 337000      | 408000      | 82,6        | 9          | 5          | 4          | 37444                     |         | 4         | 28        | 14         |
| 1999 | 448000      | 486000      | 92,2        | 17         | 12         | 5          | 26352                     |         | 5         | 27        | 15         |
| 2000 | 448000      | 486000      | 92,2        | 17         | 12         | 5          | 26.352                    |         | 5         | 27        | 15         |
| 2001 | 294000      | 420000      | 70,0        | 18         | 15         | 3          | 16333                     |         | 3         | 27        | 15         |
| 2002 | 278850      | 429000      | 65,0        | 14         | 11         | 3          | 19.917                    |         | 3         | 27        | 16         |
| 2003 | 290500      | 450000      | 64,6        | 18         | 14         | 4          | 16.138                    |         | 4         | 27        | 16         |
| 2004 | 295000      | 470000      | 62,8        | 18         | 14         | 4          | 16388                     |         | 4         | 27        | 16         |
| 2006 | 315000      | 485000      | 64,9        | 20         | 16         | 4          | 15750                     |         | 5         | 27        | 18         |
| 2013 | 344000      | 532000      | 64,7        | 29         | 26         | 3          | 11862                     |         | 4         | 16        | 25         |
| 2016 | 600000      | 770000      | 77,9        | 31         | 27         | 4          | 19354                     |         | 4         | 16        | 25         |
| 2019 | 614400      | 788500      | 77,9        | 33         | 29         | 4          | 18618                     | 1       | 4         | 21        | 28         |
| 2021 | 623590      | 800290      | 77,9        | 35         | 31         | 4          | 17816                     | 1       | 4         | 21        | 28         |